# Josef Blösche
 (janvier 2024).
Si vous disposez d'ouvrages ou d'articles de référence ou si vous connaissez des sites web de qualité traitant du thème abordé ici, merci de compléter l'article en donnant les références utiles à sa vérifiabilité et en les liant à la section « Notes et références ».

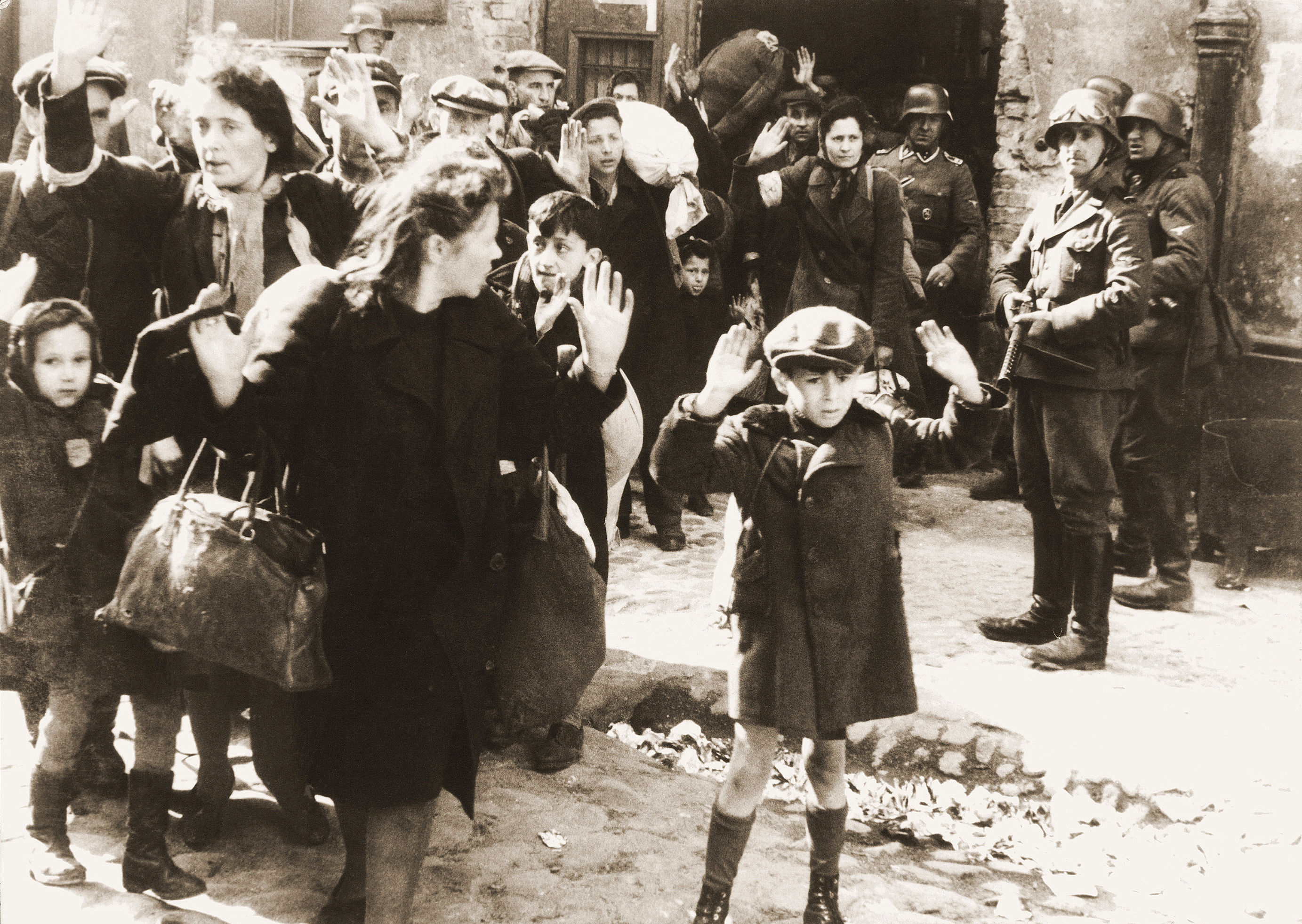
Josef Blösche fut identifié comme étant l'homme portant l'arme à feu. La photo fait partie du Rapport Stroop à Himmler en mai 1943. La légende originelle en allemand est Sortis d'un abri par la force.
Le garçon devant Blösche ne fut jamais formellement identifié, mais il peut s'agir d'Artur Dab Siemiatek, de Levi Zelinwarger (à côté de sa mère Chana Zelinwarger), ou de Tsvi Nussbaum
La petite fille à gauche est Hanka Lamet, et la femme à côté d'elle sa mère, Matylda Lamet Goldfinger
L'homme en arrière-plan avec le sac blanc au-dessus de l'épaule est Leo Kartuziński
La première femme à partir de la droite, en arrière-plan, avec une main en l'air, est Golda Stavazowski

Josef Blösche, né le 5 février 1912 à Friedland in Böhmen (Autriche-Hongrie) et mort exécuté le 29 juillet 1969 à Leipzig, est un membre du parti nazi ayant servi dans la Schutzstaffel (SS) à Varsovie (Pologne) pendant la Seconde Guerre mondiale avec le grade de rottenführer (équivalent du grade de caporal-chef s'il avait été militaire). Il est devenu un symbole de la cruauté de la SS dans le ghetto de Varsovie, à cause d’une célèbre photographie (« Garçon du ghetto de Varsovie ») montrant (entre autres personnes) à l'avant-plan un petit garçon se rendant les mains en l'air aux membres de la SS ; Blösche est le SS qui fait quasiment face au photographe, portant un pistolet-mitrailleur MP18 ou MP28.

## Biographie
Josef Blösche, Allemand des Sudètes, fut d'abord ouvrier agricole, puis serveur dans l'hôtel de son père avant d'adhérer au Parti allemand des Sudètes nazi et de devenir SS en 1938 à la suite de l'annexion des Sudètes par l'Allemagne nazie. Il débute ses années de Waffen SS à partir de la constitution des troupes armées en 1940, et sera notamment un petit gradé de la SS à Varsovie avec des responsabilités de chef de groupe. En mars 1940, il est volontaire pour servir au sein du Sicherheitsdienst (SD, Service de sécurité) de la SS. En juillet 1941, il fait partie d'une unité de Einsatzgruppen (commandos de SS et de policiers militarisés au sein de la Wehrmacht), responsable de centaines de milliers d'exécutions sommaires parmi les Juifs et les prisonniers soviétiques, dans la zone conquise par les Allemands en Ukraine et Biélorussie, faisant suite à l'invasion par l'Allemagne de l'Union soviétique (opération Barbarossa menée à partir du 22 juin 1941). Il est affecté à la surveillance du ghetto de Varsovie à compter de juillet 1942, lorsque commencent les déportations au camp d'extermination de Treblinka.
En tant que petit gradé de la SS, il dispose du droit de vie et de mort sur les Juifs enfermés dans le ghetto, où il est particulièrement craint par les jeunes femmes, qu'il viole puis tue en grand nombre. À cette époque, il avait le triste surnom de « Frankenstein ». Les autorités nazies lui attribuèrent la croix du Mérite de guerre avec épées pour son « action » pendant la répression du soulèvement du ghetto de Varsovie, en avril et mai 1943.
En mai 1945, il est fait prisonnier par les Soviétiques et envoyé au Goulag. Début 1946, il est rapatrié en Allemagne de l'Est, cette fois en tant que prisonnier politique, comme ancien nazi. En août de la même année, il est victime d'un grave accident de travail, qui lui déforme sévèrement le visage. Son camp de travail est dissous en 1947 et il est libéré. Il retourne alors vivre chez ses parents. Ses blessures au visage empêcheront longtemps qu'on le reconnaisse comme le SS sur la célèbre photo de la répression du ghetto de Varsovie. Il se marie et a deux enfants.
En 1961, un de ses anciens camarades de la SS, qui est jugé à Hambourg, cite son nom en relation avec les crimes qu'il avait commis à Varsovie, ce qui déclenche des recherches et sa découverte menant à son identification puis à son arrestation en janvier 1967.
Blösche est jugé à Erfurt en avril 1969. Il est reconnu coupable d'une part d'avoir pris part collectivement à la déportation de 300 000 Juifs. Ayant participé à l'exécution d'environ 1 000 Juifs en avril 1943. Blösche admet plus tard qu'il avait personnellement abattu environ 75 Juifs en une seule journée de ce mois 
.

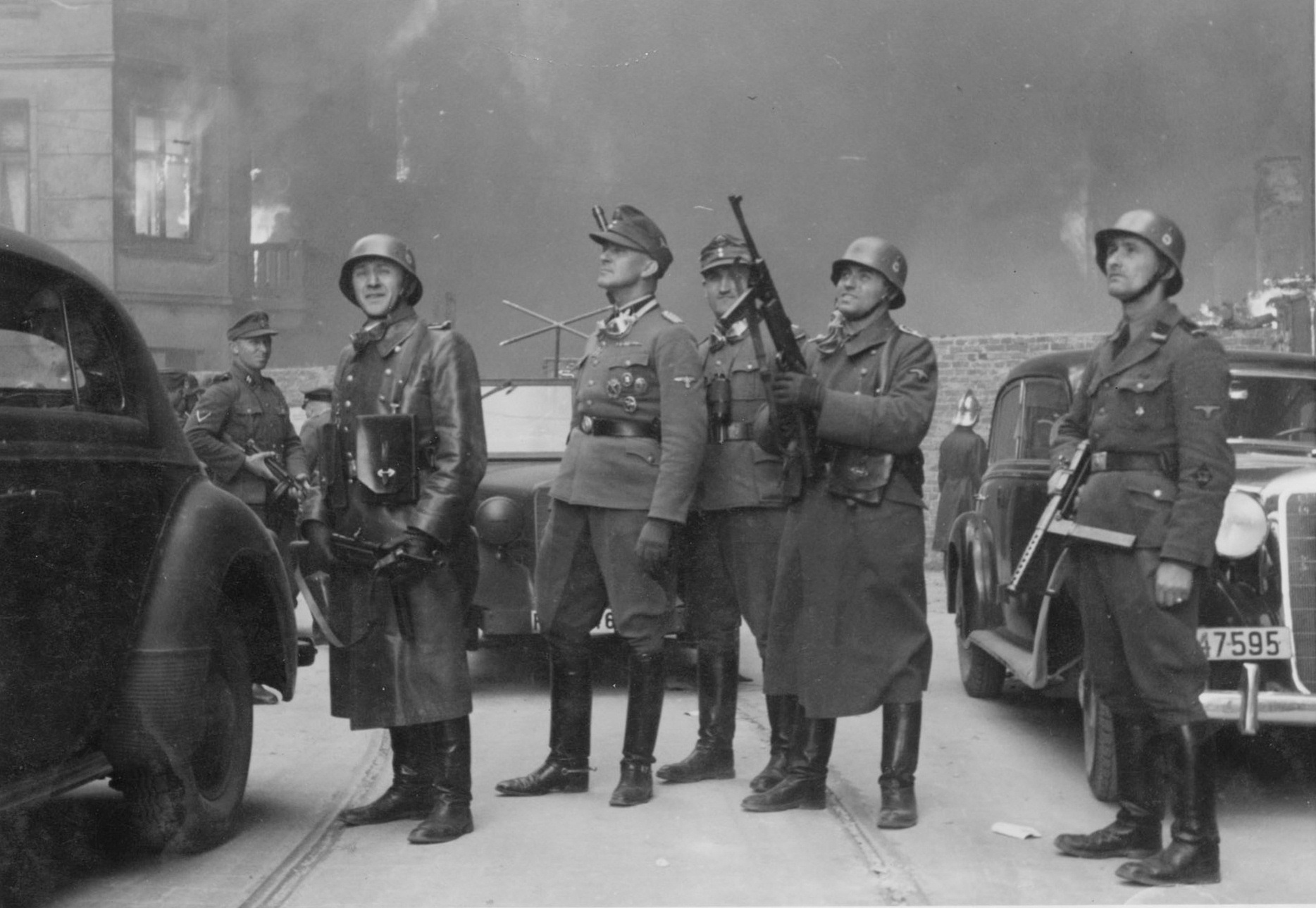
Le Rottenführer SS à droite est probablement Blösche, avec le général SS Jürgen Stroop au centre en train de regarder des bâtiments qui brûlent au cours du soulèvement du ghetto de Varsovie (mars-avril 1943).

Il est condamné à mort et exécuté à Leipzig d'une balle dans la nuque le 29 juillet 1969. Il est ensuite enterré par les autorités dans un lieu anonyme.